# 朴胡
朴 胡（ぼく こ、生没年不詳）は、中国三国時代の益州巴郡の板楯蛮の王。

## 経歴
巴郡の板楯蛮の首領には羅・朴・督・鄂・度・夕・龔の七姓がおり、朴胡はその夷王であった。この地域の住民は賦のことを賨（ソウ）と呼んだため「賨人」と呼ばれ、剽悍で歌舞も得意とした。また、楚漢戦争時に劉邦は賨人を先鋒に用いて三秦を平定したため、租賦が免じられていた。
建安5年（200年）、劉焉の後を劉璋が継ぐと、侮った張魯が傲慢となり、また巴夷の杜濩、朴胡、袁約らも張魯側に帰順した（巴の人々も張魯の五斗米道を信奉していた）。劉璋は巴郡の反乱が続いたため、龐羲を太守に据えた。
建安20年（215年）、曹操の侵攻を受けた張魯は、陽平関の陥落を知ると降伏しようとした。その際に閻圃が「すぐに降ると軽んじられます。杜濩を頼り、朴胡のもとに赴いて、抵抗してから降伏した方がいいでしょう」と説得したため、張魯らは巴中に向かった。その後、9月には夷王・朴胡、賨邑侯・杜濩、袁約らは巴夷や住民を率いて帰順し、みな列侯に封じられた。11月には張魯らも曹操のもとに出頭し、閬中侯に封じられた。
その後、曹操は朴胡を巴東太守、杜濩を巴西太守に任じ、袁約を巴郡太守に任じたが、杜濩、朴胡、袁約らは黄権に撃破された。また曹操が漢中を平定した際、杜濩、朴胡、袁約の他に、李虎（李特祖父）、楊車、李黒らも帰順し、彼らは略陽県（天水郡）に移住して「巴人」と呼ばれた。
正確な時期は不明だが、215年～219年の間に、杜濩と朴胡（王平も随行）は洛陽に詣でたことがある。